# Episodi de Gli eredi della terra
La prima stagione della serie televisiva Gli eredi della terra (Los herederos de la tierra), composta da 8 episodi, è stata prodotta in Spagna e pubblicata in prima visione assoluta su Netflix il 15 aprile 2022.
In Italia la stagione è andata in onda su Canale 5 ogni domenica dal 17 aprile al 1º maggio 2022 in tre prime serate.
| nº | Titolo originale | Titolo italiano | Pubblicazione Spagna | Prima TV Italia |
| -- | ---------------- | --------------- | -------------------- | --------------- |
| 1  | Destino          | Destino         | 15 aprile 2022       | 17 aprile 2022  |
| 2  | Penitencia       | Penitenza       | 15 aprile 2022       | 17 aprile 2022  |
| 3  | Talión           | Taglione        | 15 aprile 2022       | 17 aprile 2022  |
| 4  | Herida           | Ferita          | 15 aprile 2022       | 24 aprile 2022  |
| 5  | Esclavos         | Schiavi         | 15 aprile 2022       | 24 aprile 2022  |
| 6  | Beatriz          | Beatriz         | 15 aprile 2022       | 24 aprile 2022  |
| 7  | Veneno           | Veleno          | 15 aprile 2022       | 1º maggio 2022  |
| 8  | Redención        | Redenzione      | 15 aprile 2022       | 1º maggio 2022  |

## Destino
- Titolo originale: Destino
- Diretto da: Jordi Frades
- Scritto da: Ildefonso Falcones & Rodolf Sirera

### Trama
Arnau prende sotto la sua ala protettrice il giovane Hugo, orfano di padre, morto in mare, mentre suo figlio Bernat parte in mare alla volta di Costantinopoli, per imparare l'arte del commercio e della navigazione. Le vicende politiche in Spagna si complicano e il vecchio Re Pedro muore. Al suo posto subentra il figlio, l'infante Juan, che premia la fedeltà dei Puig, acerrimi nemici di Arnau.
Proprio durante l'esecuzione degli amici del vecchio Re, i Puig riconoscono Arnau e lo incriminano per crimini capestri, condannandolo alla pubblica decapitazione.
- Ascolti Italia: telespettatori 1 563 000 – share 8,9%[3].

## Penitenza
- Titolo originale: Penitencia
- Diretto da: Jordi Frades
- Scritto da: Ildefonso Falcones & Sergio Barrejón

### Trama
- Ascolti Italia: telespettatori 1 563 000 – share 8,9%[3].

## Taglione
- Titolo originale: Talión
- Diretto da: Jordi Frades
- Scritto da: Ildefonso Falcones, Miriam García Montero & Macu Tejera Osuna

### Trama
- Ascolti Italia: telespettatori 1 563 000 – share 8,9%[3].

## Ferita
- Titolo originale: Herida
- Diretto da: Jordi Frades
- Scritto da: Ildefonso Falcones & Antonio Onetti

### Trama
- Ascolti Italia: telespettatori 1 501 000 – share 8,63%[4].

## Schiavi
- Titolo originale: Esclavos
- Diretto da: Jordi Frades
- Scritto da: Ildefonso Falcones & Antonio Onetti

### Trama
- Ascolti Italia: telespettatori 1 501 000 – share 8,63%[4].

## Beatriz
- Titolo originale: Beatriz
- Diretto da: Jordi Frades
- Scritto da: Ildefonso Falcones, Miriam García Montero & Macu Tejera Osuna

### Trama
- Ascolti Italia: telespettatori 1 501 000 – share 8,63%[4].

## Veleno
- Titolo originale: Veneno
- Diretto da: Jordi Frades
- Scritto da: Ildefonso Falcones & Sergio Barrejón

### Trama
- Ascolti Italia: telespettatori 1 709 000 – share 9,8%[5].

## Redenzione
- Titolo originale: Redención
- Diretto da: Jordi Frades
- Scritto da: Ildefonso Falcones & Rodolf Sirera

### Trama
- Ascolti Italia: telespettatori 1 709 000 – share 9,8%[5].